# Daniel Solsona Puig
Daniel Solsona Puig   (Cornellà de Llobregat, 18 de gener de 1952) ha estat un conegut jugador català de futbol. Actualment, és comentarista als partits de l'Espanyol a l'emissora de ràdio RAC 1. Va iniciar-se en aquesta tasca la temporada 2006-2007.

## Trajectòria
Popularment anomenat el noi de Cornellà, el migcampista es formà a les categories inferiors del RCD Espanyol, club amb què va debutar a primera divisió amb 17 anys i va jugar-hi del 1970 al 1978, sent, amb 234 partits de lliga, el vuitè jugador amb més partits disputats amb la samarreta blanc-i-blava, convertint-se en una de les llegendes per l'afició. La temporada 1978/79 el FC Barcelona va oferir el doble de l'oferta que havia fet el València CF (30 milions de pessetes), però la directiva perica va preferir perdre diners que veure la seva estrella al FC Barcelona. Va ser traspassat al València CF, equip amb el qual va conquerir una Copa del Rei i una Recopa d'Europa, entre altres títols, i en el qual també es va fer estimar pels afeccionats. L'any 1983 va fitxar per l'equip cors del Bastia i, tornant a Catalunya, va jugar amb la UE Sant Andreu, retirant-se amb 38 anys (1990) després d'aconseguir l'ascens a Segona Divisió B.
Ha jugat amb les seleccions catalana i espanyola.
Després de la seva etapa de jugador, ha exercit càrrecs tècnics al futbol base del RCD Espanyol i col·labora en diferents mitjans de comunicació. També ha estat entrenador dirigint el juvenil i el primer equip del CF Can Vidalet, el FC Sant Quirze, en dues etapes, la UE Vilassar de Mar, la UE Lleida, com a assistent i el CF Vilanova.

## Palmarès
- 1 Copa del rei (1979) amb el València CF
- 1 Supercopa d'Europa (1980) amb el València CF
- 1 Recopa d'Europa (1980) amb el València CF